# Homogene lineare Differentialgleichung
Homogene lineare Differentialgleichungen sind eine wichtige Klasse linearer Differentialgleichungen. Es handelt sich um Differentialgleichungen der Form
{\displaystyle x^{(n)}(t)=\sum _{k=0}^{n-1}a_{k}(t)x^{(k)}(t)\,.}
Hierbei sind die {\displaystyle a_{k}} vorgegebene Funktionen, etwa auf einem Intervall, und das hochgestellte {\displaystyle {}^{(k)}} steht für die {\displaystyle k}-te Ableitung nach der Variablen {\displaystyle t}. Gesucht ist eine Funktion {\displaystyle x}, die obige Gleichung für alle {\displaystyle t} auf einem vorgegebenen Definitionsbereich erfüllt.

## Homogene lineare Differentialgleichungen erster Ordnung
Die homogene lineare Differentialgleichung
{\displaystyle x^{\prime }(t)=a(t)x(t)}
mit Anfangswert {\displaystyle x(t_{0})=x_{0}} hat die eindeutige Lösung
{\displaystyle x(t)=e^{\int _{t_{0}}^{t}a(s)ds}x_{0}} .
Für den Fall, dass a konstant ist:
{\displaystyle x(t)=e^{a(t-t_{0})}x_{0}} .

## Homogene lineare Differentialgleichung höherer Ordnung

### Konstante Koeffizienten
Zu einer Differentialgleichung
{\displaystyle a_{n}x^{(n)}(t)+a_{n-1}x^{(n-1)}(t)+\ldots +a_{1}x^{\prime }(t)+a_{0}x(t)=0}
mit {\displaystyle a_{n},\ldots ,a_{0}\in \mathbb {R} } betrachtet man ihr „charakteristisches Polynom“ {\displaystyle P(\lambda )=a_{n}\lambda ^{n}+a_{n-1}\lambda ^{n-1}+\ldots +a_{1}\lambda +a_{0}}. Dieses habe die Nullstellen {\displaystyle \lambda _{1},\ldots ,\lambda _{k}} mit zugehörigen Vielfachheiten {\displaystyle \nu _{1},\ldots ,\nu _{k}}. Dann sind alle Lösungen von der Form
{\displaystyle x(t)=\sum _{l=1}^{k}\sum _{m=0}^{\nu _{l}-1}c_{lm}t^{m}e^{\lambda _{l}t}}
mit Koeffizienten {\displaystyle c_{lm}\in \mathbb {C} }.

### Allgemeiner Fall
Durch die Substitution {\displaystyle x_{1}(t)=x(t),x_{2}(t)=x^{\prime }(t),\ldots ,x_{n}(t)=x^{(n-1)}(t)} lässt sich die homogene lineare Differentialgleichung
{\displaystyle a_{n}(t)x^{(n)}(t)+a_{n-1}(t)x^{(n-1)}(t)+\ldots +a_{1}(t)x^{\prime }(t)+a_{0}(t)x(t)=0}
in das lineare Differentialgleichungssystem
{\displaystyle x_{1}^{\prime }(t)=x_{2}(t)}
{\displaystyle \ldots }
{\displaystyle x_{n-1}^{\prime }(t)=x_{n}(t)}
{\displaystyle x_{n}^{\prime }(t)=-{\frac {a_{0}}{a_{n}}}x_{1}(t)-\ldots -{\frac {a_{n-1}}{a_{n}}}x_{n}(t)}
überführen. Die Lösungen dieses linearen homogenen Differentialgleichungssystems bilden einen Vektorraum. Eine Basis dieses Vektorraums wird als Fundamentalsystem bezeichnet.

## Beispiele
1. Die Lösung des Anfangswertproblems {\displaystyle x^{\prime }(t)=-\sin t\cdot x(t),x(0)=x_{0}} ist {\displaystyle x(t)=e^{\cos t-1}x_{0}}.
2. Die Differentialgleichung {\displaystyle x^{(3)}(t)-5x^{\prime \prime }(t)+8x^{\prime }(t)-4x(t)=0} hat das charakteristische Polynom {\displaystyle P(\lambda )=\lambda ^{3}-5\lambda ^{2}+8\lambda -4=(\lambda -1)(\lambda -2)^{2}} und damit die Lösungen {\displaystyle x(t)=c_{1}e^{t}+c_{2}e^{2t}+c_{3}te^{2t}}.